# Cololejeunea herzogii
Cololejeunea herzogii là một loài Rêu trong họ Lejeuneaceae. Loài này được K.I. Goebel mô tả khoa học đầu tiên năm 1916.